# معماران و مهندسان برای حقیقت ۱۱ سپتامبر

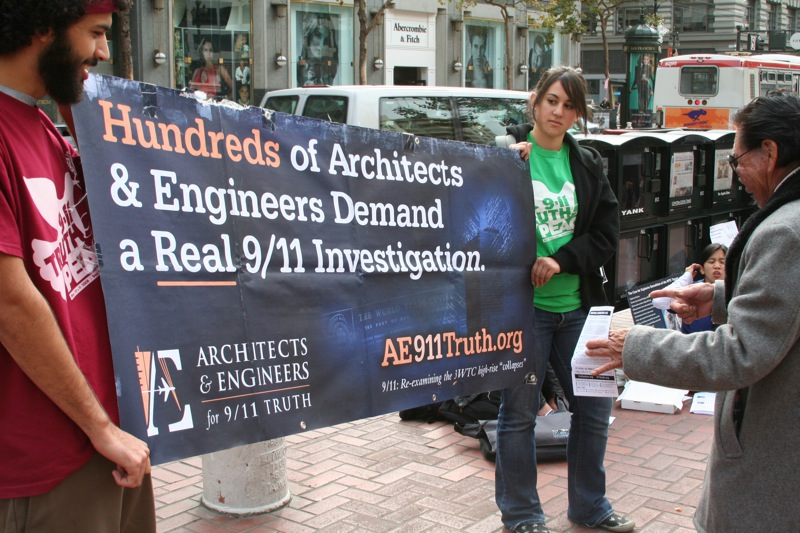
مضمون متن بنر: صدها معمار و مهندس درخواست یک تحقیق واقعی در مورد حادثه یازده سپتامبر دارند.

معماران و مهندسان برای حقیقت ۱۱ سپتامبر (AE911Truth) یک سازمان غیرانتفاعی آمریکایی از معماران و مهندسان است که نتایج تحقیقات رسمی در مورد حملات ۱۱ سپتامبر، از جمله گزارش کمیسیون ۹/۱۱ گزارش را انکار می‌کند.
این سازمان در سال ۲۰۰۶ تأسیس شد و خواستار «تحقیق واقعا مستقل» دربارهٔ حملات ۱۱ سپتامبر شد. زیرا آنها معتقدند تحقیقات سازمان‌های دولتی در مورد فروپاشی مرکز تجارت جهانی، به آنچه «شواهد گسترده برای تخریب انفجاری» می‌نامند توجه نمی‌کند.